# Глания, Ян-Филип
Ян-Филип Глания (нем. Jan-Philip Glania; род. 8 ноября 1988, Фульда, Гессен) — немецкий пловец, участник летних Олимпийских игр 2012 года в Лондоне, призёр чемпионата Европы 2014 года.

## Спортивная биография
В 2009 году впервые стал привлекаться в состав взрослой сборной Германии по плаванию. 2011 год стал для немецкого пловца годом 4-х мест. Глания останавливался в шаге от пьедестала на Универсиаде в китайском Шэньчжэне, а также дважды стал 4-м на чемпионате Европы по плаванию на короткой воде. 2012 год стартовал для Яна-Филипа очень удачно. Глания, став чемпионом Германии на дистанциях 100 и 200 метров в плавании на спине, отобрался в национальную сборную для участия в Олимпийских играх.
В июле в Лондоне стартовали летние Олимпийские игры. На обеих дистанциях Глания был близок к попаданию в финал. На 100-метровке на спине по итогам полуфинальных заплывов немецкий пловец занял 11-е место, а на дистанции вдвое длиннее стал 10-м.

## Личная жизнь
- В 2008—2009 годах проходил службу в бундесвере в спортивной роте.
- Обучается в франкфуртском университете им. И. В. Гёте на стоматологическом отделении.